# Матија Бећковић
Матија Бећковић (Сента, 29. новембар 1939) српски је књижевник и академик.
За дописног члана Српске академије наука и уметности изабран 15. децембра 1983, за редовног члана 25. априла 1991. Члан је Крунског савета престолонаследника Александра Карађорђевића. Био је председник Удружења књижевника Србије (1988–1992). Објавио је преко 40 књига. За свој рад је добио више од 80 награда и признања.

## Биографија
Потиче из Црне Горе, из племена Роваца, из братства Бећковић-Драшковић. Прадеда по оцу Вујо Драшковић, се први од Драшковића прозвао по свом деди Бећку Драшковићу - Вујо Бећковић. Матијин деда Нишо Вујин Бећковић је био председник ровачке општине и народни посланик на Подгоричкој скупштини 1918. године. Рођен је у Сенти, где му је отац као краљевски официр службовао. Мајка Зорка Таушан била је кћи солунског добровољца Миладина, насељеног у Кањижи. Породица се више пута селила а кад је почео Други светски рат, склонила се из Новог Сада, код свог рода у Веље Дубоко. Основну школу завршио је у селу Веље Дубоко, ниже разреде гимназије у Колашину и Славонском Броду (код тетке), а вишу гимназију са матуром у Ваљеву. Његов отац Вук Бећковић био је официр војске Краљевине Југославије. Остао је веран официрској заклетви, придружио се четницима у Ровцима. Био током грађанског рата у Црној Гори командант Ровачког четничког одреда. При крају рата 1944. године придружује се главнини Југословенске војске у отаџбини и креће са њом ка Западу, где је била савезничка војска. Али током повлачења гине у једном окршају, уз пут негде у Словенији.
У шестом разреду ваљевске гимназије је освојио прво место на Литерарном конкурсу. За први књижевни хонорар добио је новчану награду од 12.000 динара, од којег је купио карирани сако; по том сакоу је и данас препознатљив. Прву песму „Прелудиум” је штампао као гимназијалац 1957. године у Младој култури.
Школске 1958/59, године уписао се на Филолошки факултет у Београду на групу за југословенску и општу књижевност.
Прву књигу, посвећену својој животној љубави, која носи наслов са њеним именом је објавио 1962. године. Поема је доживела изузетан успех, а следеће 1963. године примљен је као познати стваралац, у Удружење књижевника Србије у Београду. Касније ће бити изабран и за његовог председника.
Бећковићеви прозни и поетски текстови приређивани су за позориште и извођени на домаћим и страним сценама. У Народном позоришту у Београду је 1978. године изведена „Међа Вука Манитога”, а потом монодраме „Рече ми један чоек” и „Не знаш ти њих”.
У Загребачком театру ИТД, Казалишту младих, Јазавцу, Театру ММ, Српском народном позоришту, Клубу М, изведене су позоришне представе по Бећковићевим текстовима.
Написао је сценарио за кратки играни филм Повратак на родно дрво.
У Савременом позоришту у Београду изведена је 1970/71. комедија „Београд некад и сад”, са истоименим комедијама Стерије и Нушића.
Написао је две телевизијске драме и две једночинке за дјецу које је Телевизија Београд емитовала 1966. и 1967. године.
Адаптирао је (са Бориславом Михајловићем Михизом) „Горски вијенац”, представа је изведена на сцени Народног позоришта у Београду.
Драмска поема „Че - трагедија која траје” (са Душаном Радовићем) преведена је на њемачки језик (Che: Tragödie, die andauert, Frankfurt am Main 1969) и енглески (Che: Permanent tragedy, New York 1970).
Записи из књиге „О међувремену” преведени су на енглески под називом "Random Targets" 1970. године.
За дописног члана САНУ изабран је 1983. године, а за редовног 1991. године. Члан је Српског ПЕН центра, као и Удружења за културу, уметност и међународну сарадњу "Адлигат”, у којем је активан од самог оснивања 2012. године.
Матија Бећковић је 1989. године добио Седмојулску награду за књижевно стваралаштво. Борачке организације су се његовом избору јавно противиле. Као лауреат је приликом доделе тог високог друштвеног признања одговорио: Ја пристајем да награду нисам заслужио, али не пристајем да сам крив што сам је добио. Како му је пребацивано да је син четника (из четничке породице) у интервју часопису "Дуги" је "ставио тачку", на таква идеолошка промашена питања: Четник је ко је био четник. Партизан је онај ко је био партизан. Поделе на четнике и партизане биле су ратне поделе, и требало би да буду завршене са ратом. А такву поделу намећу људи који без те поделе не би постојали.
Академик Бећковић је један од ретких академика који су Слободана Милошевића критиковали још 1991. године (нпр. "Српска војска је заузела Скадар и Једрене, а ова не може Борово Село и Тење (Време, 2. 12. 1991). Током његовог режима учествовао је на бројним протестним скуповима. Бећковић је девесетих сковао крилатицу да је Србија скоро истребљена нација. Предлагао је да се у Београду подигне споменик у који би се ставиле кости палих Срба и свих простора где Срби живе и из свих временских периода, споменик од стакла и бетона, како би сви видели колико је жртви.
Од 2009. године је Председник Фонда Слободан Јовановић у Београду.
Почасни грађанин Суботице постао је 2016. године. У Горњем Милановцу му је приређена изложба у јануару 2023.
Његова изабрана дела у 15 томова објавили су Матица Српска и Архив Војводине 2024.

## Друштвено ангажовање
Бећковић се активно залагао за очување државног заједништва Србије и Црне Горе у оквиру некадашње Савезне Републике Југославије (1992-2003), а потом и у оквиру Државне заједнице Србије и Црне Горе (2003-2006). Почевши од 2001. године, подржавао је рад "Одбора за одбрану једнаких права држављана Црне Горе", којим је председавао Бећковићев дугогодишњи пријатељ, академик Љубомир Тадић. Одбор је заступао став да држављанима Црне Горе који имају пребивалиште у Србији мора бити омогућено да учествују на предстојећем референдуму о државном статусу Црне Горе.
Почетком 2005. године, Бећковић је учествовао у стварању Покрета за европску државну заједницу Србије и Црне Горе, а обављао је и функцију потпредседника у огранку тог покрета за подручје Србије. Бећковић је активно подржавао ставове српских политичких странака у Црној Гори и других унионистичких организација које су се поводом кључног питања о неопходној референдумској већини залагале за принцип апсолутне већине у односу на укупан број бирача. Међутим, када су представници Европске уније средином фебруара 2006. године формулисали компромисни предлог о квалификованој већини од 55% у односу на број важећих гласова (укупан број изашлих, умањен за број неважећих листића), у руководствима унионистичких странака у Црној Гори дошло је до промене дотадашњег става у правцу прихватања компромисног предлога. За прихватање тог предлога се тада изјаснио и Бећковић, верујући да ће изборни праг од 55% бити недостижан за поборнике независности Црне Горе. Тим поводом је 20. фебруара 2006. године изјавио: "Реч Европске уније је пала и ми је прихватамо, без обзира ко је шта захтевао и шта би више волео".
Бећковић је активно подржавао Демократску странку Србије на чијим је митинзима више пута и говорио.
Током референдума о државном статусу Црне Горе, који је одржан 21. маја 2006. године, дошло је до низа неправилности, услед којих је легитимитет референдумског процеса био доведен у питање, на шта је у више наврата указивао и Бећковић, захтевајући да се утврди пуна истина о стварним резултатима референдума. На иста питања је наставио да указује и током наредних година.
Бећковић тренутно активно подржава Покрет обнове Краљевине Србије.

## Лични живот
Његова супруга Рускиња из Ваљева, се звала Вера Павладољска (њој је посветио једну од његових најпознатијих песама, коју је касније изводио Арсен Дедић), и са њом има ћерке Људмилу и Ољу. Вера је била кћи Руса избеглице са Кавказа. Матија и Вера упознали су се у Ваљеву 1956. године, а венчање је обављено 1964. године. Вера је радила у Универзитетској библиотеци у Београду. Након тешке болести Матијина супруга је преминула 1998. године и сахрањена на Новом гробљу у Београду.
Бећковић је близак пријатељ Војислава Коштунице и први је потписао петицију против повезивања Војислава Коштунице и убиства премијера Србије Зорана Ђинђића.

## Награде и признања

### Одликовања
| Награда или одликовање | Награда или одликовање                             | Додељује                                          | Датум       |
| ---------------------- | -------------------------------------------------- | ------------------------------------------------- | ----------- |
|                        | Орден Светог Саве другог степена                   | Свети архијерејски синод Српске православне цркве | 5. 1. 2010. |
|                        | Орден Белог орла, Велики крст                      | Краљевска кућа Карађорђевић                       | [ 25 ]      |
|                        | Командир Ордена Карађорђеве звезде                 | Краљевска кућа Карађорђевић                       | 2017.       |
|                        | Орден „Марко Даковић”                              | Нова српска демократија                           | 2019.       |
|                        | Орден заставе Републике Српске са златним вијенцем | Република Српска                                  | 2023.       |

### Књижевне и друге награде
1. Октобарска награда Града Београда, за књигу Рече ми један чоек, 1971.
2. Награда „Милан Ракић”, за књигу Рече ми један чоек, 1971.
3. Седмојулска награда, 1989.
4. Змајева награда, за књигу Кажа, 1989.
5. Дисова награда, 1990.
6. Награда „Беловодска розета”, 1991.
7. Награда „Библиос”, за књигу Сабране песме, 1991.
8. Награда „Златни крст кнеза Лазара”, 1991.
9. Награда „Радоје Домановић”, за животно дело, 1994.
10. Награда „Стефан Митров Љубиша”, за поему Ћераћемо се још, 1995.
11. Награда „Златни јеж”, 1995.
12. Равногорска награда, 1995.
13. Награда „Типар”, за поему Ћераћемо се још, 1996.
14. Велика базјашка повеља, 1996.
15. Награда „Рамонда сербика”, 1997.
16. Награда „Златни бестселер”, за поему Ћераћемо се још, 1997.
17. Дучићева награда, за поему Ћераћемо се још, Требиње 1997.
18. Награда „Лаза Костић”, за поему Ћераћемо се још, 1997.
19. Његошева награда, за поему Ћераћемо се још, 1997.
20. Награда Вукове задужбине, за књигу Хлеба и језика, 1997.
21. Награда „Одзиви Филипу Вишњићу”, 1997.
22. Награда „Десанка Максимовић”, 1998.
23. Награда „Драинац”, за књигу Од-до, 1999.
24. Награда „Милица Стојадиновић Српкиња”, 2000.
25. Награда „Видовдански пјеснички сусрети”, за животно дело, Соколац, 2000.
26. БИГЗ-ова награда, за књигу Вера Павладољска, 2000.
27. Награда „У славу љубавног песништва”, 2001.
28. Просветина награда, за књигу Најлепше песме, 2001.
29. Награда „Жичка хрисовуља”, 2001.
30. Нолитова награда, за књигу Послушања, 2001.
31. Награда „Богородица Тројеручица”, 2002.
32. Награда „Златни беочуг”, за животно дело, 2005.
33. Повеља „Карађорђе”, 2005.
34. Повеља Удружења књижевника Србије, 2006.
35. Награда „Ленкин прстен”, за песму „Парусија за Веру Павладољску”, 2006.
36. Награда „Књижевни вијенац Козаре”, 2008.
37. Награда „Др Шпиро Матијевић”, за књигу Кад будем млађи, 2008.
38. Награда „Печат вароши сремскокарловачке”, за књигу Кад будем млађи, 2008.
39. Награда „Петровдански вијенац”, за књигу Пут којег нема, 2010.
40. Повеља Мораве, 2010.
41. Награда „Печат времена”, за књигу Пут којег нема, 2011.
42. Награда „Златни Орфеј”, 2012.
43. Награда „Ђура Јакшић”, за књигу Кад будем још млађи, 2013.
44. Награда „Ава”, за укупан уметнички опус, 2014.
45. Награда „Печат херцега Шћепана”, за Сабрана дела, Херцег Нови 2014.
46. Награда „Деспотица Мати Ангелина”, за књигу Оли ми га дат, 2014.
47. Награда „Уметнички венац”, за укупан књижевни опус, 2014.
48. Награда „Српски кривак”, 2014.
49. Изузетна Вукова награда, 2015.
50. Награда „Заплањски Орфеј”, за песму Слава теби Боже, 2015.
51. Награда „Златни кључ Смедерева”, 2015.
52. Награда „Рачанска повеља”, 2016.
53. Награда „Арка”, за књигу поезије Огледало, 2016.
54. Награда „Пјесма над пјесмама” Клуба умјетничких душа из Мркоњић Града, за поему „Вера Павладољска”, 2016.
55. Велика награда „Иво Андрић”, за целокупан допринос српској књижевности, 2016.
56. Награда „Марко Миљанов”, за књигу поезије Праху оца поезије, за 2016.
57. Награда „Лазар Вучковић”, 2016.
58. Вукова награда, 2016.
59. Почасни грађанин Суботице, 2016.
60. Награда „Аврамов штап”, за књигу Праху оца поезије, 2018.
61. Награда „Јефимијин вез”, за 2019.
62. Награда „Бела голубица”, за 2019.
63. Сребрна плакета „Феликс Ромулијана”, за књигу 100 мојих портрета, 2019.
64. Плакета „Витез српске књижевности”, 2019.
65. Награда „Станислав Винавер”, за књижевно стваралаштво, Шабац, 2020.
66. Велика повеља Бранковог кола, за животно дело, 2020.
67. Награда „Душко Трифуновић”, за афирмацију српске културе и књижевности, Пале, 2020.
68. Награда „Песничко Успеније”, 2021.
69. Повеља „Песничке ватре златиборске”, 2021.
70. Повеља „Златиборски видовдански витез”, 2021.
71. Светосавска повеља, 2021.
72. Награда „Извиискра Његошева”, 2022.[29]
73. Багдалин прстен „Деспот Стефан Лазаревић”, 2022.[30]
74. Орден српског сокола у степену великог витеза[31]
75. Повеља за животно дело Удружење књижевника Србије, 2023.[32]
76. Кочићева награда, 2024.[33][34]
77. Награда Међународног словенског форума „Златни витез”, Златна медаља, 2024.[35]

## Одабрана дела
- Вера Павладољска (библиофилско издање Радомира Стевића, 1962); налази се као експонат у Гутенберговом музеју и Музеју модерне уметности у Њујорку.
- Метак луталица (Просвета, 1963)
- Тако је говорио Матија (Просвета, 1964. и 1965)
- О међувремену (Матица српска, 1968)
- Че - Трагедија која траје (Са Душаном Радовићем, независно издање Слободана Машића 1970, Рад, 1989)
- Рече ми један чоек (Просвета, 1970, 1976)
- Међа Вука Манитога (СКЗ,1976, 1978)
- Леле и куку (Просвета, 1980)
- Поеме
- Београд, некад и сад, трећи чин
- Служба Светом Сави (Глас цркве, 1989)
- О Његошу (Глас цркве, 1988)
- Кажа (СКЗ, 1988)
- Чији си ти мали
- Двадесет и једна песма
- Надкокот
- Богојављање
- Изабране песме и поеме
- Мој претпостављени је Гете (књига разговора)
- Косово најскупља српска ријеч (Глас цркве, 1989)
- О Његошу (Глас цркве, 1988)
- Ово и оно (Дневник, 1995)
- Ћераћемо се још (Октоих, 1996)
- Покајница
- Хлеба и језика
- Послушања
- Саслушања
- Кукавица
- Трећа рука
- Кад будем млађи
- Кад дођеш у било који град
- Кад будем још млађи[36]
- Пут којег нема (СКЗ, 2009)[37]
- Служба пустињаку цетињском (СКЗ, 2013)[38]
- Праху оца поезије (СКЗ, 2016)[39]
- Три поеме (2016)[40]
- Био је смак света: изабране и нове песме (Фондација Група Север, 2018)[41]
- Црна Гора: Име једне вере (Вукотић медија, 2020)
- НАЈНАЈНИЈА (СКЗ, 2022)[42]
- Сабрана дела, у 12 књига
- Наћертаније (СКЗ, 2023)[43]
- Поеме, 2. том (СКЗ, 2023)[43]
- Мајка Зорка (Вукотић Медија, 2024)[44]
- Нигде никог, немамо куд (Вукотић Медија, 2025)[45]

## Галерија
- Бећковић говори у Ваљевској гимназији, 2015.
- Матија Бећковић са српским ауторима Милованом Данојлићем, Љубивојем Ршумовићем, Виктором Лазићем и др Радованом Калабићем
- Представљње књиге „ Споменица Јужних Словена - Пупинова борба за српско наслеђе СПЦ 1918-2018”, у крипту Храма Светог Саве
- Бећковић разгледа експонате на изложби у Адлигату, 2021.
- Бећковић потписује своју књигу
- Бећковић у друштву, фотографија са изложбе о Данилу Бати Стојковићу
- Трибина Записано у вечности - Вече Матије Бећковића, Удружење књижевника Србије, 14.04.2023; Матија Бећковић добија Повељу за животно дело, најзначајнију награду Удружења књижевника Србије
- Трибина Записано у вечности - Вече Матије Бећковића, Удружење књижевника Србије, 14. 04. 2023.
- Трибина Записано у вечности - Вече Матије Бећковића, Удружење књижевника Србије, 14. 04. 2023.